# حزب قانونی
یک حزب قانونی حزبی است که در کنار حاکمیت یا از درون حاکمیت تشکیل می‌شود. یک حزب قانونی به کلیات قانون اساسی نظام حاکم اعتقاد دارد و طی یک فرایند قانونی در نهادهای مرتبط با احزاب قانونی مورد ثبت قرار گرفته است. در ایران وزارت کشور مسئولیت اصلی صدور پروانه فعالیت احزاب را بر عهده دارد.